# 엔니오 팔코
엔니오 팔코(이탈리아어: Ennio Falco, 1968년 1월 3일~)는 이탈리아의 사격 선수로 주 종목은 스키트이다. 올림픽에 5회 참가했으며 1996년 하계 올림픽 남자 스키트 종목 금메달을 획득했다.

## 같이 보기
- ISSF 월드컵